# Червінець

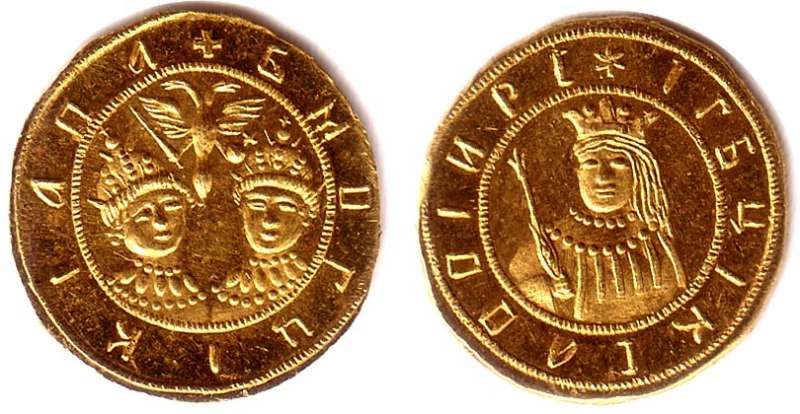
Новоробний «Угорський» золотий Петра I і Івана V, за кримські походи 1689 року

Черві́нець (рос. червонец) — традиційна російська назва крупних золотих монет іноземного та власного карбування. Назва походить від словосполучення «червоне золото» — старовинної назви високопробного виду золота.
Спочатку це золота монета вагою приблизно 3.3-3.5 г без номіналу, еквівалентна в різний час 2—3.5 срібним рублям. Перший відомий червінець російського карбування, угорський золотий, був виготовлений у XV столітті за Івана III. Іноді червінцями називали будь-які великі золоті монети, зокрема імперіали та півімперіали.
Червінцями з початку XX століття часто називають банкноти номіналом у десять одиниць (наприклад, рублів, також гривень, євро тощо), що пов'язано з випуском
РРФСР у ході грошової реформи 1922—1924 років банкноти 1 червінець, забезпеченої тією ж кількістю золота, що містилося в монеті 10 рублів епохи правління імператора Миколи II. У невеликій кількості випускалися і золоті монети номіналом в один червінець із зображенням селянина-сіяча на лицьовій та герба РРФСР на звороті. За ваговими характеристиками (8.6 г 900 проби) та розмірами монета червінець повністю відповідала дореволюційній монеті 10 рублів.

## Червінці у царській Росії

### Дукати іноземного карбування
У 1252 році Флоренція випустила золоту монету вагою 3.537 г, яка незабаром отримала назву «флорин». Аналогічну монету — дженовіно — почала карбувати Генуя. У 1284 році їх приклад наслідувала Венеція, чиї монети — дукати (з XVI століття вони стали називатися цехінами) — спочатку важили трохи більше флоринів, але потім зрівнялися масою з ними. З часом назва «дукат» закріпилася по всій Європі як синонім високопробної золотої монети вагою близько 3.5 г. Наслідування ним карбували майже всі країни Європи, деякі — аж до нових часів. Основні типи цих наслідувань: угорський, німецький та голландський дукати. Перший (угорський) тип був добре відомий у Східній Європі та Росії, став прообразом польського злотого, російського золотого (червінця), а також безпосередньо угорського форинту. У Німеччині наслідування цехінам та флоринам спочатку називалися гульденами (пізніше гольдгульдеами), але через швидке зниження ваги та необхідність повернення до прообразу 1559 року було прийнято найменування «дукат» (гульденами та флоринами стали називати срібні монети). Голландські дукати почали карбувати порівняно пізно (тільки у 1586 році), але в таких кількостях, що у XVII—XVIII століттях вони стали одними з найважливіших монет світової торгівлі. Деякі країни (зокрема, Австрія) карбували дукати до Першої світової війни.
У Росії іноземні золоті монети з високоякісного металу, що мали вагу дуката (близько 3,5 г) називали червінцями. Здебільшого це були голландські й угорські дукати та цехіни.

### Червінці російського карбування
Починаючи з Івана III до Петра I в Московії карбувалися свої золоті монети, які також називалися червінцями або червоними, проте вони використовувалися, в основному, як нагородні знаки. На них зображався або двоголовий орел з обох боків, або погрудний портрет царя та двоголовий орел.
У результаті монетної реформи Петра I у Росії запроваджено нову грошову систему і з'явилися перші золоті монети — червінці. За масою (3.47 г) та пробою (986) вони цілком відповідали угорському дукату (угорському золотому, угорці). Також випускалися монети номіналом у два червінці масою 6.94 г. Перші червінці викарбували 1701 року в кількості 118 екземплярів. Зазвичай червінці використовувалися лише у торгівлі з іноземцями.
Червінець 1706 року (дата літерами) відомий у золоті в єдиному екземплярі. З колекції Бірона він потрапив до музею Відня. Хоча в приватних колекціях в Росії є золоті червінці 1706 року, як знятий з підвіски, так і без вад. В Ермітажі присутній екземпляр у низькопробному сріблі, що є справжнім (пробним, згідно науковцю-нумізмату В. В. Узденікову). Відомі новороби цього червінця у високопробному сріблі та у міді. Нумізмат Б. С. Юсупов зазначав у своїй книзі «Монети Російської імперії» (Казань, 1999, стор. 231), що раніше червінець 1706 року в сріблі розглядався як шостак. На сьогодні червінець 1706 року в низькопробному сріблі є невідомою монетою російської нумізматики. При підтвердженні проби срібла (близько 210) його слід визнати першим шостаком. Є два види штемпеля: без ордену на грудях та з орденом на грудях. У кожному виді є кілька варіантів штемпелів із дрібними відмінностями у деталях. Вартість новороба у високопробному сріблі у 2010 році складала близько 50 тисяч рублів у стані XF. Описаний червінець 1706 року (зразка 1707 року) з літерами гравера IL-L. На внутрішньому ринку золоті червінці мали ходіння з розрахунку 2 рублі 20 копійок — 2 рублі 30 копійок.
За Петра I червінці карбувалися з 1701 по 1716 роки, потім, для використання всередині країни, карбувалися золоті монети номіналом у два рублі з меншою пробою. На них зображувався покровитель Росії Святий Андрій Первозваний. У 1729 році Петром II було відновлене карбування червінців. За часів царювання Єлизавети Петрівни на червінцях крім року також наносилися відомості про місяць і, рідше, дату карбування. На реверсі червінців Єлизавети зображався герб — двоголовий орел, а на реверсі подвійного червінця — зображення Святого Андрія.
При Павлі I було ненадовго відновлено карбування золотих монет без номіналу з масою та пробою, звичайною для червінця, проте від них швидко відмовилися, налагодивши випуск 5- та 10-рублевих монет з високою 986 пробою, яка згодом була знижена до 916 (88/96). Надалі монети без номіналу не випускалися.

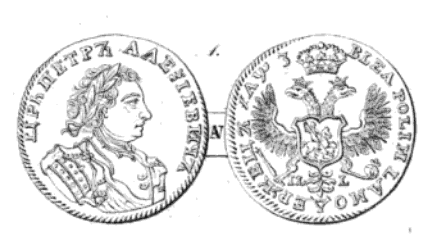
Золотий червінець Петра I 1707 року

| Розподіл карбування монет за роками | Розподіл карбування монет за роками        | Розподіл карбування монет за роками |
| Імператор                           | Червінець                                  | Подвійний червінець                 |
| ----------------------------------- | ------------------------------------------ | ----------------------------------- |
| Петро I                             | 1701—1703, 1706—1707, 1710—1714, 1716      | 1701—1702, 1714                     |
| Петро II                            | 1729                                       |                                     |
| Анна Іоаннівна                      | 1730, 1738, 1739                           |                                     |
| Єлизавета                           | 1742—1744, 1746—1749, 1751—1753, 1755—1759 | 1749, 1751, 1755                    |
| Петро III                           | 1762                                       |                                     |
| Катерина II                         | 1762—1783, 1785—1786, 1795—1796            |                                     |
| Павло I                             | 1796, 1797                                 |                                     |
| Олександр I                         | 1802, 1804—1805                            |                                     |

### Платинові червінці

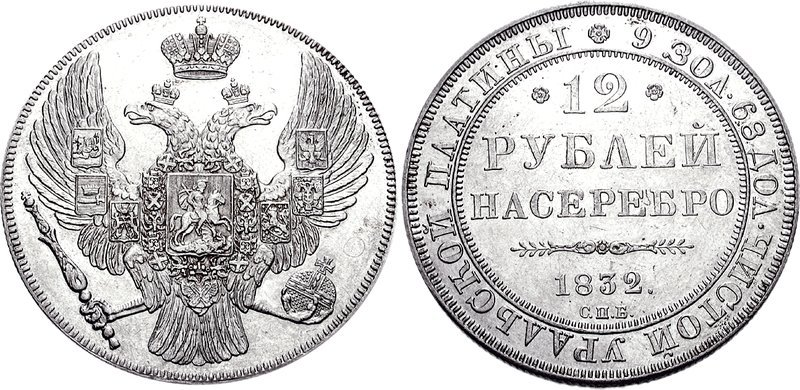
Платинові 12 рублів Миколи I 1832 року

У середині ХІХ століття у Росії карбувалися монети з платини, які іноді називали білими або уральськими червінцями. До 1827 року у російській скарбниці накопичилися великі запаси платини, видобутої з уральських розсипів. Кількість платини була настільки велика, що її продаж обвалив би ринок металу, тому було вирішено пустити ці запаси в монетний обіг. Ініціатором карбування платинових монет був граф Канкрін. Монети з неочищеної платини (97 %) карбувалися з 1828 по 1845 роки номіналами у 3, 6 і 12 рублів. Подібні рідкісні для Росії номінали з'явилися внаслідок того, що для зручності карбування розмір їх обраний як у 25 копійок, полтини і рубля, відповідно, в такому обсязі й було металу на цю суму.
Це був перший випадок у монетній справі, коли монети, що карбувалися, майже повністю складалися з платини. До цього платина використовувалася для монет лише як лігатура до золота чи міді (при підробці монет).

### Голландські дукати російського карбування

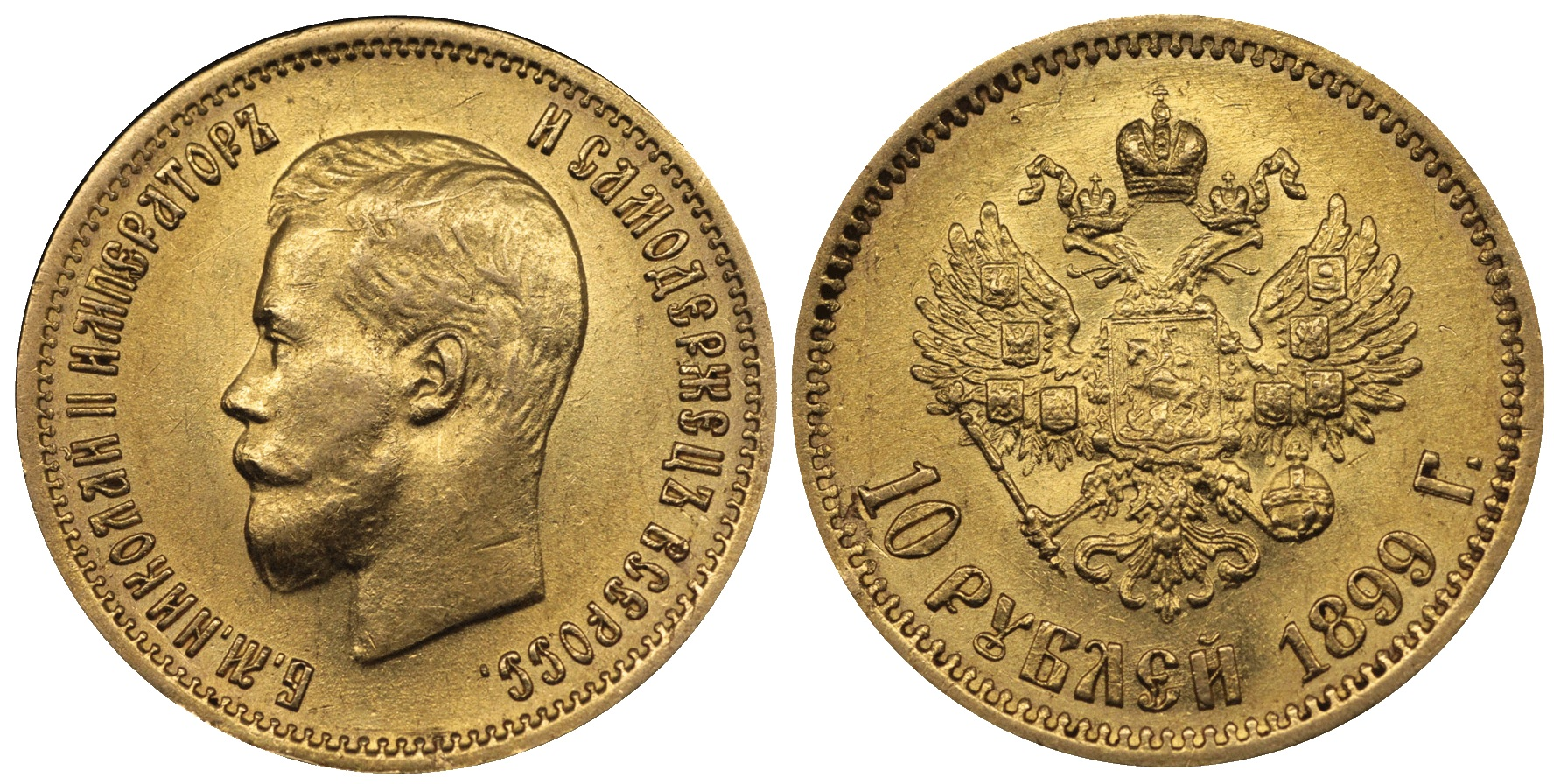
Золоті 10 рублів Миколи II 1899 року

З 1735 по 1868 роки на Петербурзькому монетному дворі таємно карбувалися точні копії голландських дукатів (червінцев), що отримали в офіційних документах назву «відома монета». Спочатку вони призначалися лише для закордонних платежів і виплати платні російським військам, що проводили військові дії у Середній Азії, на Кавказі й у Польщі, звідки вони у підсумку потрапили й у внутрішній обіг. Місцеві назви монет — лобанчик, арапчик, пучковий (через зображеного на монеті воїна з пучком стріл). У самій Голландії карбування цих червінців було припинено 1849 року (це остання дата на російських копіях), а у Росії випуск цих монет припинився 1868 року після протесту голландського уряду.

### Десять рублів
При Миколі II в 1898—1911 роках карбувалися золоті 5-, 7.5-, 10- і 15-рублеві монети зі сплаву 900 проби. Вміст чистого золота в 10-рублевій монеті — 1 золотник 78.24 долі (7.74235 г). Загальна вага монети — 8.6 г. Згодом, після грошової реформи 1922—1924 років, цю монету також стали іноді називати «червінцем», хоча насправді вона такою не була. Ця назва закріпилася за нею тому, що червінцем стали називати базову грошову одиницю спочатку РРФСР, а потім СРСР, до якої було прирівняно 10 радянських карбованців і яка, як і царський десятирублевик, містила 7.74235 г золота.

## Червінець в Радянській Росії

### Паперовий червінець
Перші роки радянської влади були відзначені деградаційною тенденцією системи грошового обігу та високим темпом зростання інфляції. У сфері обігу перебували царські кредитні білети, думські гроші, «керенки», цінні папери і «радзнаки», котрі не користувалися довірою населення. Перша деномінація 1922 року (обмін був проведений у співвідношенні 1:10 000) впорядкувала грошову систему, але не змогла зупинити інфляцію. На XI з'їзді РКП(б) було ухвалено рішення про створення стійкої радянської валюти, у резолюції з'їзду вказувалося:
| Для данного моменту необхідно, анітрохи не ставлячи завдання негайного повернення до золотого обігу, твердо встановити, що економічна і фінансова політика рішуче орієнтується на відновлення золотого забезпечення грошей[11] |

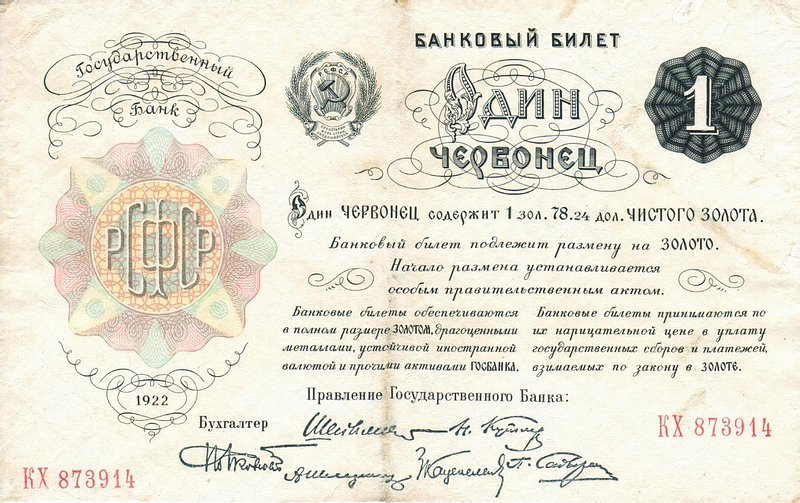
Односторонній 1 червінець 1922 року

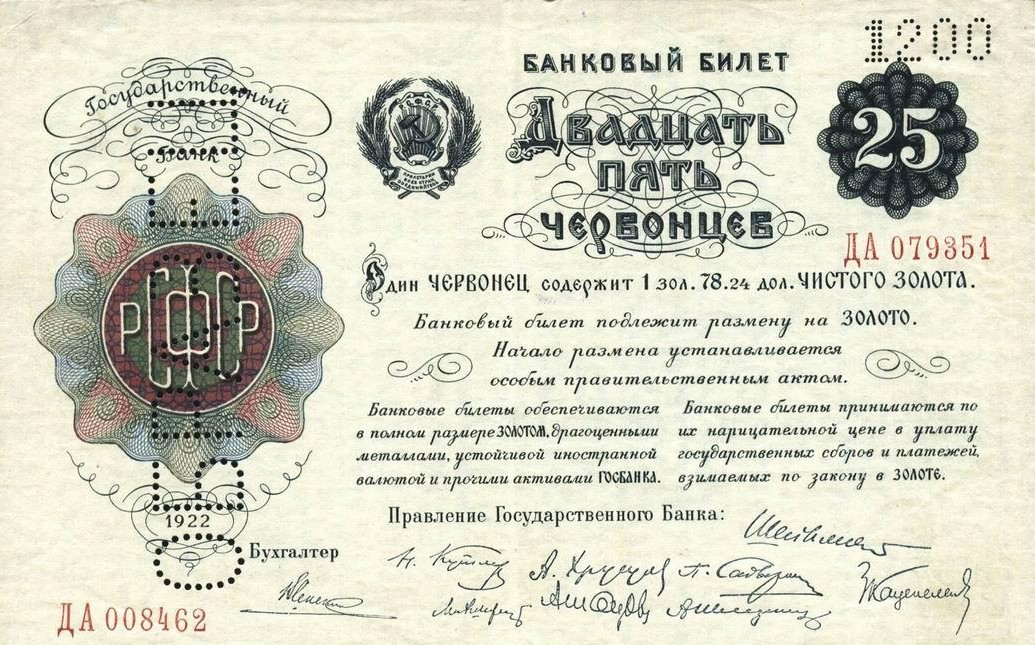
25 червінців 1922 року — найкрупніша купюра, що «містила» 193,5 г чистого золота

Була дискусія щодо того, як назвати нові гроші. Висувалися пропозиції відмовитися від старих найменувань та запровадити нові, «революційні». Наприклад, працівники Наркомфіну пропонували називати одиницю твердої радянської валюти «федералом». Пропонувалися також і традиційні назви: «гривня», «цілковий» та «червінець». У зв'язку з тим, що гривнями називалися гроші, що мали ходіння в Україні під владою УНР, а «цілковий» асоціювався зі срібним рублем, було прийнято рішення назвати нові гроші «червінцями».
У жовтні того ж року Державному банку надали право на випуск банківських білетів у золотому обчисленні номіналом 1/2, 1, 2, 5, 10, 25 та 50 червінців. Ці гроші були повністю забезпечені державою запасами дорогоцінних металів та іноземної валюти, товарами та векселями надійних підприємств. Вже до їх випуску дореволюційний золотий рубль став основою фінансових розрахунків у РРФСР, й у 1922 року він був легалізований як платіжний засіб.
27 листопада 1922 року почалося надходження в обіг банкнот номіналом в 1, 3, 5, 10 та 25 червінців. Від купюр у 1/2, 2 та 50 червінців було вирішено відмовитися, хоча у 1928 році купюра у 2 червінці вийшла в обіг. На банкнотах було зафіксовано, що 1 червінець містить 1 золотник 78.24 долі (7.74 г) чистого золота, і навіть говорилося, що «початок розміну встановлюється спеціальним урядовим актом».
Золота десятка оцінювалася на ринку у 12 500 карбованців радзнаками 1922 року; Держбанк оцінював один червінець у 11 400 карбованців радзнаками.
Червінець був зустрінутий населенням з довірою і розглядався скоріш не як засіб обігу, а як негрошовий цінний папір. Багато хто розраховував на те, що відбудеться обмін паперових червінців на золото, хоча жодного урядового акта про вільний розмін червінців на дорогоцінний метал так і не вийшло. Проте населення міняло паперові червінці на царські золоті монети і навпаки, іноді навіть з невеликою переплатою за паперові банківські білети (через зручність ліквідності та зберігання). Завдяки цьому курс червінця залишався стабільним, що дало міцний ґрунт для розгортання НЕПу.
Існує думка, що введення «твердих» грошей означало фіаско більшовицького соціального експерименту через п'ять років після його початку.

### Посилення червінця
Протягом 1923 року питома вага червінців у загальній грошовій масі зросла з 3 % до 80 %. У країні діяли дві валютні системи: Державний банк щодня оголошував новий курс червінця по відношенню до карбованця, що породжувало спекуляцію та створювало труднощі для розвитку торговельної та господарської діяльності. Червінець став переважно міською валютою. На селі його покупку могло дозволити собі лише заможне населення, тоді як для основної маси селян він був надто дорогим. У той же час вважалося, що продавати свій товар за радзнаки невигідно, а це призводило до зростання цін на сільськогосподарські продукти та скорочення їхнього підвезення до міста. Це спричинило проведення другої деномінації (1:100) карбованця.
Поступово червінець почав проникати на іноземні ринки. З 1 квітня 1924 року курс червінця почав котируватися на Нью-Йоркській фондовій біржі. Весь квітень червінець стояв на рівні, що перевищував його доларовий паритет. У 1924—1925 роках неофіційні угоди з червінцем відбувалися в Лондоні та Берліні. Наприкінці 1925 року було принципово вирішено питання про його котирування на Віденській біржі. На той час червінець офіційно котирувався в Мілані, Ризі, Римі, Константинополі, Тегерані та Шанхаї. Радянський червінець можна було розміняти чи придбати практично у всіх країнах світу.

### Махінації з підробкою паперових червінців
Радянські червінці, будучи достатньо твердою і стійкою валютою, мали у країні високу купівельну спроможність. Купюри зазвичай підробляли, бажаючи завдати шкоди народному господарству СРСР, а іноді і для проведення фінансових махінацій за кордоном.
Найбільш відомі махінації з підробкою червінців співробітниками англійського капіталіста Генрі Детердінга, власника найбільшого нафтового концерну «Shell», який був незадоволений тим, що СРСР продавав свою нафту дешевше за середню ціну на ринку.
Через прагнення завдати шкоди народному господарству Радянського Союзу, червінці стали об'єктом фальсифікації з боку білоемігрантських та інших ворожих до більшовиків груп, що розташовувалися, зокрема, в Німеччині.
Найчастіше об'єктами підробки ставали купюри номіналом у 1 червінець, оскільки вони мали малюнок лише з одного боку. Найбільша партія фальшивих червінців була заарештована в Мурманську у 1928 році — поштовий службовець Сепалов розкрив підпільну мережу, що поширювала фальшиві банкноти, які друкувалися в Німеччині. У ній були замішані колишні білогвардійці, зокрема Карумідзе та Садат'єрашвілі. Всі вони були засуджені у Німеччині та Швейцарії, де отримали мінімальні терміни. Згодом їхній досвід був використаний гітлерівською Німеччиною під час Німецько-радянської війни для підробки радянських та інших грошових знаків.

### Золотий червінець
Одночасно з випуском паперових червінців у жовтні 1922 року було прийнято рішення про випуск золотих червінців у вигляді монет. За своїми ваговими характеристиками (8.6 г, 900 проба) та розмірами червінець повністю відповідав дореволюційній монеті в 10 рублів. Автором малюнка став головний медальєр монетного двору А. Ф. Васютинський (також автор остаточного варіанта ордена Леніна та першого значка ГТО). На аверсі монети було зображено герб РРФСР; на реверсі — селянин-сіяч, виконаний за скульптурою І. Д. Шадра (натурниками були два селянини села Прагова Шадринського повіту Перфілій Петрович Калганов і Кіпріян Кирилович Авдєєв), що нині перебуває в Третьяковській галереї. Усі червінці цього періоду датовані 1923 роком.

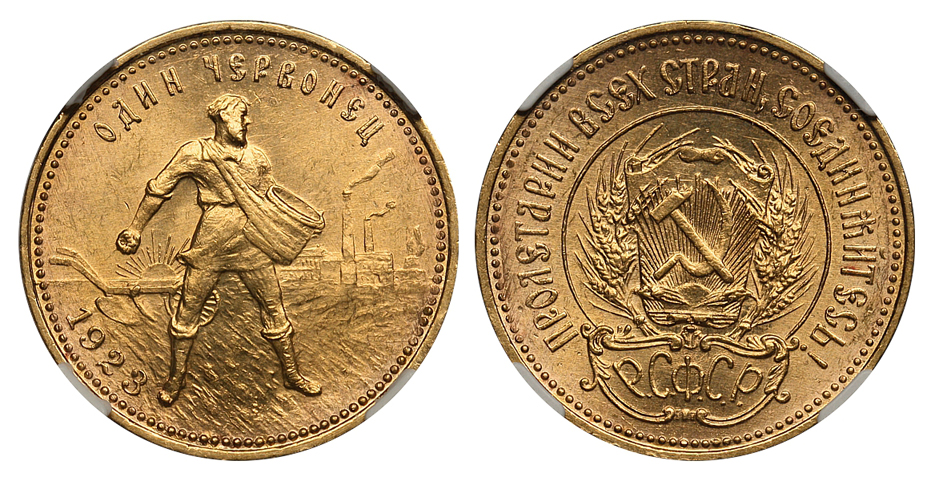
Золотий червінець «Сіяч» 1923 року

Випуск золотих червінців був обумовлений золотовалютною інтервенцією радянського уряду у рамках підтримки нової грошової валюти — червінця паперового. Карбування монети було розпочато на Петроградському монетному дворі 27 серпня 1923 року, одночасно з карбуванням 5- та 10-рублевої монети царського зразка. Загальний тираж викарбуваної золотої монети у 1923—1924 роках становив 2 751 200 штук. У тому числі золотих червінців «Сіяч» було виготовлено 100 000 штук. У 1923 році, після утворення 30 грудня 1922 року СРСР, було прийнято рішення про випуск монет нового зразка, на яких герб РРФСР був замінений гербом СРСР. Для карбування цієї монети був підготовлений інструмент, необхідний запас золота, однак були випущені лише пробні екземпляри, датовані 1925 роком, що мають виняткову рідкість. У квітні 2008 року на московському аукціоні за 5 млн рублів був проданий мідний червінець 1925 року. Відмова від металевого червінця пояснювалася тим, що фінансова система країни досить зміцніла, щоб відмовитися від вільного ходіння золота. Крім того, за кордоном, бачачи посилення червінця, відмовилися від розрахунків у золотій монеті на користь золотих злитків чи іноземної валюти.

### Після НЕПу
Згортання НЕПу та початок індустріалізації зробило металевий червінець непотрібним для економічної системи СРСР. Курс червінця впав до 5.4 карбованців за долар і згодом перестав котируватися за кордоном. З метою уніфікації фінансової системи карбованець був прив'язаний до паперового червінця. Вже 1925 року 1 червінець був прирівняний до 10 рублів. Згодом було заборонено вивезення золотих червінців приватними особами за межі СРСР.
У 1937 році була випущена нова серія банкнот номіналами в 1, 3, 5 та 10 червінців, на яких вперше з'явився портрет Леніна.

### Німецько-радянська війна

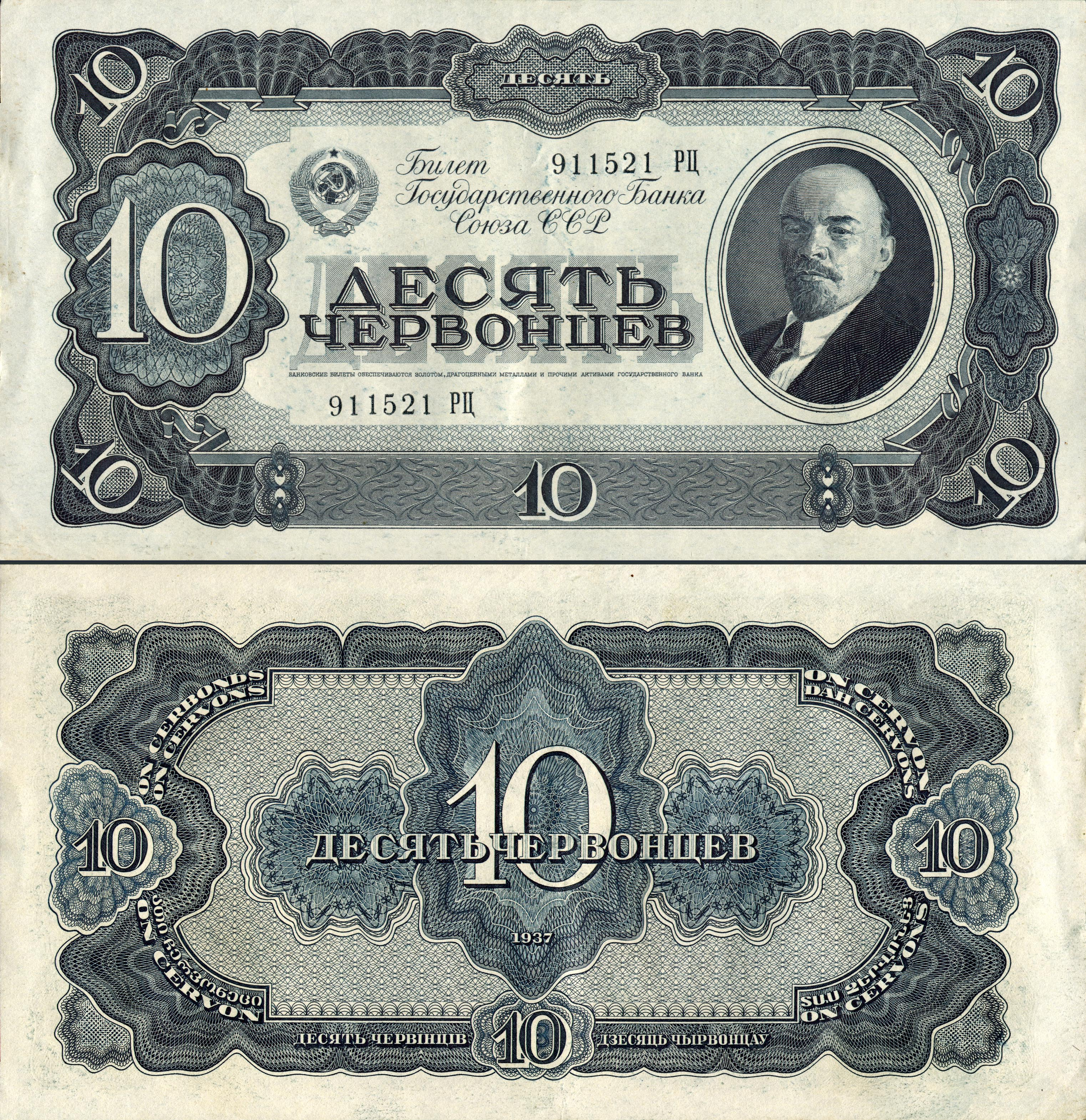
10 червінців 1937 року

На більшій частині окупованої німцями території СРСР під час війни законним платіжним засобом залишався радянський червінець за курсом 10 карбованців = 1 райхсмарці. Парадоксом тих часів стало — зарплату колабораціоністам: поліцейським, бургомістрам та іншим, які співпрацювали з німецькою окупаційною владою, в 1941—1943 роках найчастіше платили радянськими «сталінськими» карбованцями зразка 1937 року з портретами Леніна (червінці) та із зображеннями червоноармійців, що воювали проти них, і радянських військових льотчиків (казначейські білети).
Оскільки червінці ходили по обидва боки фронту, а курс райхсмарки був німцями штучно завищений (відповідно курс червінця занижений), ціни на радянській стороні були нижчими, ніж на німецькій. Це означало, що при звільненні будь-якого міста від окупантів ціни на місцевому ринку відразу знижувалися, іноді у три рази, що позитивно сприймалося місцевим населенням.
Курс червінця на німецькому боці на чорному ринку часто відрізнявся від офіційного. Він дорівнював одній райхсмарці лише у період найбільших успіхів німецьких військ (1942 року). З успіхами ж радянських військ курс червінця ставав вищим.
Червінці мали ходіння на території СРСР до грошової реформи 1947 року, коли старі банківські білети були замінені на нові, виражені в карбованцях. Обмін відбувався у співвідношенні 10:1. Старий червінець, що раніше відповідав 10 карбованцям, був прирівняний до одного нового карбованця.

### Олімпіада-80
З 1975 по 1982 рік Державним банком СРСР були випущені монети на кшталт червінців зразка 1923 року з гербом РРФСР та новими датами загальним тиражем у 7 350 000 штук.
Вважається, що випуск монет був приурочений до Олімпіади в Москві 1980 року, ці монети також були законним платіжним засобом, обов'язковим до прийому по всій території СРСР, як, наприклад, ювілейні монети з дорогоцінних металів. Їх продавали іноземним туристам та використовували у зовнішньоторговельних операціях.
З середини 1990-х років «олімпійські червінці» почали продаватися Центробанком як інвестиційні монети, а рішенням Центробанку в 2001 році були зроблені законним платіжним засобом на території Російської Федерації разом зі срібною монетою номіналом 3 рублі «Соболь».
Наразі «новоробні» червінці використовуються як інвестиційні монети і реалізуються низкою банків — як російських, так і зарубіжних.

## Використання слова
- «Червінцями» або «чириками» сьогодні в побуті називають банкноти номіналом у десять одиниць. Це стосується не тільки російських, таджицьких, придністровських рублів, але й сучасних банкнот у 10 гривень, євро або доларів, крім того, що мають червонуватий відтінок, що відрізняло царські та радянські банкноти номіналом у 10 рублів.
- У російському злодійському жаргоні «червінцем» називають десять років терміну ув'язнення.[25]
- Приказка «Я не червінець, щоб усім подобатися», відображає високу цінність золотої монети цієї вартості.
- У п'єсі Михайла Булгакова «Зойкіна квартира» (1926) радянські червінці на непманівському жаргоні 1920-х років називаються «червами» або «черв'яками».[26]

## Прислів'я
- Червінець хоч маленький, але важкенький (із записів М. Номиса)
- Мала штучка червінчик, а ціна велика — про щось мале, та цінне